# Angelo Finardi
Angelo Finardi (Bérgamo, 1636 – Bérgamo, 1706) foi um homem de letras e figura religiosa italiana.

## Biografia
Nascido Giovanni Battista Finardi, ele era filho do nobre Angelo, de uma família conhecida por ter fornecido homens de cultura e religião. Ele era primo de Niccolò Biffi. Em 1652 ingressou na ordem agostiniana e foi noviço em Brescia; em 1671 foi prior, ou seja, o chefe de um grupo ou o superior de uma ordem religiosa, na cidade de Florença e em 1674 foi nomeado prior de Santo Agostino em Bérgamo, permanecendo lá até 1676 e retornando apenas vinte anos depois. Ele apoiou vários processos para o mosteiro e em 1680 tornou-se Primeiro Visitante da Congregação da Observância da Lombardia no Capítulo Geral. A partir de 1674 foi leitor e professor de Teologia em Roma, destacando-se como pregador. 

## Obras
- Notário Albrici ou a história da grande disputa Albrici sofrida pelo Mosteiro de Santo Agostinho de Bérgamo por seus bens em Tezza (ca. 1674)
- Livro de genealogia da família Albrici (ca. 1674)
- Catastico ou livro mestre de S. Agostino de Bérgamo no qual se registram todos os níveis censitários relativos às enfiteuses e rendas de casas, terrenos e águas do mesmo convento, com todas as suas causas, origens e fundações (1694-1696)
- Privilegia ordinis hermitarum (ca. 1694-1696)
- Uma edição das obras de Egidio Romano mencionadas em suas cartas a Magliabechi, também citadas por Niccolò Biffi . Continha pelo menos o Quidlibet e três livros das Sentenças, enquanto o quarto permaneceu em manuscrito porque os fundos haviam acabado. [2]